# 阿尔德奈
阿尔德奈（法語：Ardenais，法語發音：[aʁdənɛ]）是法国谢尔省的一个市镇，位于该省南部，属于圣阿芒蒙龙区。

## 地理
阿尔德奈（46°38'50"N, 2°21'33"E）面积17.55 平方千米，位于法国中央-卢瓦尔河谷大区谢尔省，该省份为法国中部省份，北起卢瓦雷省，西接卢瓦-谢尔省和安德尔省，南至克勒兹省，东南接阿列省，东临涅夫勒省。
与阿尔德奈接壤的市镇（或旧市镇、城区）包括：勒沙特莱、阿尔农河畔卢瓦、马尔赛、雷尼、圣皮埃尔莱布瓦。

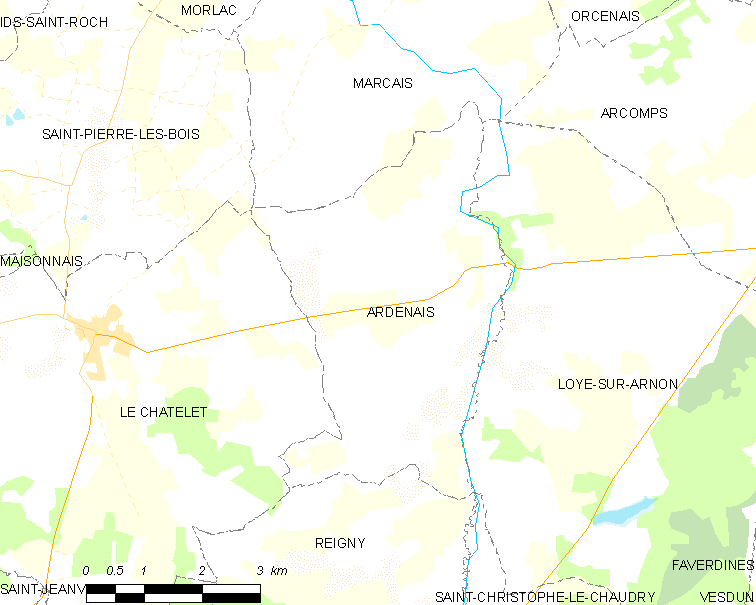
阿尔德奈的OSM定位图

阿尔德奈的时区为UTC+01:00、UTC+02:00（夏令时）。

## 行政
阿尔德奈的邮政编码为18170，INSEE市镇编码为18010。

## 政治
阿尔德奈所属的省级选区为沙托梅扬县。

## 人口

1962-2008年间阿尔德奈人口变化图示

阿尔德奈于2022年1月1日时的人口数量为203人。